# Cyclobutadieen
Cyclobutadieen is een organische verbinding met als brutoformule C4H4. Het is het kleinste annuleen, namelijk [4]-annuleen. Cyclobutadieen is een zeer instabiele koolwaterstof: in de vrije toestand heeft het een levensduur van nog geen 5 seconden. Het tetra-tert-butylderivaat is wel stabiel genoeg.

## Synthese
De structuurformule van cyclobutadieen lijkt eenvoudig, maar verscheidene scheikundigen hebben tevergeefs geprobeerd de stof te bereiden. In 1965 lukte het Rowland Pettit, onderzoeker aan de Universiteit van Texas, de stof aantoonbaar te maken, hoewel isolatie nog niet lukte. Cyclobutadieen kan bereid worden door het ontleden van een cyclobutadieen-metaal-verbinding: cyclobutadieen komt vrij bij de ontleding van het ijzer-carbonylcomplex C4H4Fe(CO)3 met behulp van ammoniumcerium(IV)nitraat. Dit cyclobutadieen-ijzer-tricarbonylcomplex wordt bereid uit Fe4(CO)9 en cis-3,4,-dichloorcyclobuteen via een dubbele dehydrohalogenering. Als cyclobutadieen uit het ijzercomplex vrijkomt reageert het makkelijk met elektrondeficiënte alkynen, waarbij een dewarbenzeen gevormd wordt:
Bij verwarming tot 90°C wordt het dewarbenzeen omgezet naar een benzeenderivaat. Welke verbinding hier gevormd wordt zal afhangen van het gebruikte alkyn: zo wordt met dimethylacetyleendicarboxylaat dimethylftalaat gevormd.

### Derivaten
Een fenyl-derivaat van cyclobutadieen kan gesynthetiseerd worden door een [2+2]-cycloadditie, uitgevoerd met een di-alkyn. Het cyclobutadieen zelf is ook weer niet isoleerbaar, maar kan via een diels-alderreactie afgevangen worden met tetrafenylcyclopentadienon. Nadat het ontstane adduct een equivalent koolstofmonoxide heeft afgegeven, ontstaat een derivaat van cyclo-octatetraeen:

## Structuur en eigenschappen
Cyclobutadieen bezit, zoals met infraroodspectrometrie is aangetoond, een rechthoekige vorm. Deze vorm staat in contrast met het vierkant dat door een eenvoudige toepassing van de benadering van Hückel voorspeld wordt. Deze afwijkende vorm wordt verklaard door het Jahn-Teller-effect. Hoewel het, net zoals benzeen, opgebouwd is uit een afwisseling van enkele en dubbele bindingen, voldoet het niet aan de regel van Hückel. Meer nog: het aantal π-elektronen bedraagt 4, waardoor cyclobutadieen als anti-aromatisch wordt bestempeld. Sommige cyclobutaan-metaalcomplexen zijn stabiel, omdat het metaal twee extra elektronen in het systeem kan brengen, waardoor het wel aromatisch wordt.
Studies hebben aangetoond dat de dubbele bindingen gelokaliseerd zijn en niet beschreven kunnen worden met de benadering van Hückel. De instabiliteit van de verbinding wordt nog eens onderstreept door het feit dat zelfs bij een temperatuur van 35 kelvin nog dimerisatie optreedt via een diels-alderreactie. Het monomeer is bij hogere temperaturen bestudeerd door het te isoleren in een matrix van edelgas.